# Nadine Dubois
Nadine Dubois (* 1983 in Mannheim) ist eine deutsche Schauspielerin.

## Leben
Nadine Dubois wuchs in Lampertheim auf. 2008 wurde sie von Carolin Mylord für das Stück El Perro Cubano an die Volksbühne Berlin geholt. In den darauffolgenden Jahren war sie dort unter anderem in den Inszenierungen Hunde – Reichtum ist die Kotze des Glücks von Frank Castorf und Kuba Beach – Auch Reiche müssen weinen zu sehen. 2012/13 spielte sie Jan Fabres Monolog Etant Donnés (Regie: Markus Öhrn) auf Französisch (Théâtre de Gennevilliers, Paris) und Deutsch (Hebbel am Ufer, Berlin).
2017 wurde sie beim 13. achtung berlin – new berlin film award für den Film Mandy – das Sozialdrama in der Kategorie „Beste Schauspielerin“ mit einer lobenden Erwähnung ausgezeichnet.
2019 war Dubois im Tatort Murot und das Murmeltier, Anfang 2021 im Tatort Das ist unser Haus zu sehen. 2025 lief der Film Home Entertainment mit Dubois in einer der beiden Hauptrollen in der Reihe Neues Deutsches Kino auf dem Filmfest München.

## Filmografie (Auswahl)
- 2016: Mandy – das Sozialdrama
- 2016: Tschick
- 2018: 37
- 2018: Softness of Bodies[11]
- 2019: Tatort (Fernsehreihe, Folge Murot und das Murmeltier)
- 2021: Tatort (Folge Das ist unser Haus)
- 2022: Fluffy Tales (Kurzfilm)
- 2023: SOKO Potsdam (Fernsehserie, Folge Bauernopfer)
- 2024: Jenseits der Spree (Fernsehserie, Folge Abserviert)
- 2024: SOKO Leipzig (Fernsehserie, Folge Vertrau mir)

## Theater (Auswahl)
- 2008: El Perro Cubano (Volksbühne Berlin)
- 2008–2010: Hunde – Reichtum ist die Kotze des Glücks  (Volksbühne Berlin)
- 2009: Jenseits ist daneben, Topitsch zum 100.  (Volksbühne Berlin)
- 2009: Tötet die Traurigen und die Welt wird fröhlicher (Ballhaus Ost)
- 2010–2011: Orbital Freaks (Ballhaus Ost)
- 2011: Kuba Beach – Auch Reiche müssen weinen (Volksbühne Berlin)
- 2012: Etant Donnés (Théâtre de Gennevilliers, Paris)
- 2013: Etant Donnés (Hebbel am Ufer, Berlin)
- 2015: Im Krieg und in der Liebe ist alles erlaubt. (Heimathafen Neukölln)